# Aguano
Aguano (Uguano, Aguanu, Awano, Santa Crucino) – niewielkie plemię indiańskie zamieszkujące tereny Peru - Amazonii i Loreto, nad dolnym biegiem rzeki Huallaga i górnym biegiem rzeki Samiria. Zaliczani są do grupy indian Yameo, a ich język do grupy języków pano (Panoan). Zajmują się rybołówstwem, uprawą kukurydzy i manioku.
Liczba członków plemienia jest trudna do oszacowania. Podaje się, iż w 1959 roku w Santa Cruz de Huallaga żyło tylko 40 rodzin z tego plemienia. Nikt z nich nie posługiwał się już językiem aguano.